# Casanova de Puigseslloses
Casanova de Puigseslloses és una masia de Folgueroles (Osona) inclosa a l'Inventari del Patrimoni Arquitectònic de Catalunya.

## Descripció
Es tracta d'una masia de planta rectangular, coberta a dues vessants, amb el carener perpendicular a la façana, orientada a migdia. Consta de planta baixa i pis. A l'interior del mas hi ha el portal de l'antiga façana, rectangular amb la llinda datada, el que indica que a migdia s'hi afegí un tros que també té el porta rectangular i al primer pis es tapià el porxo d'arc de mig punt. L'edifici es troba envoltat per dependències agrícoles.
És construït amb margues unides amb morter de fang i arrebossat a sobre.

## Història
Les dades constructives indiquen que es devia construir a principis del segle xix, el 1803, com indica el portal, i amb ampliacions del segle XX (1923 JC).